# Narciarstwo dowolne na Zimowych Igrzyskach Olimpijskich 2014 – slopestyle kobiet
Slopestyle kobiet – jedna z konkurencji rozgrywanych w ramach narciarstwa dowolnego na Zimowych Igrzyskach Olimpijskich w Soczi. Zawodniczki rywalizowały 11 lutego na trasie Rosa Mogul w ośrodku sportów ekstremalnych Ekstrim-park Roza Chutor, umiejscowionym w Krasnej Polanie. Był to debiut tej konkurencji na igrzyskach olimpijskich.
Mistrzynią olimpijską została Kanadyjka Dara Howell. Drugie miejsce zajęła Amerykanka Devin Logan, a na trzecim miejscu uplasowała się rodaczka triumfatorki Kim Lamarre.

## Terminarz
| Data      | Konkurencja  | Godzina rozpoczęcia | Godzina rozpoczęcia |
| Data      | Konkurencja  | Czas CET            | Czas lokalny        |
| --------- | ------------ | ------------------- | ------------------- |
| 11 lutego | Kwalifikacje | 7:00                | 10:00               |
| 11 lutego | Finały       | 10:00               | 13:00               |

## Tło
| Data                                                                               | Miejscowość                                                                        | Zwyciężczyni                                                                       | Druga                                                                              | Trzecia                                                                            | Źródło                                                                             |
| Wyniki slopestyle podczas zawodów Pucharu Świata w narciarstwie dowolnym 2013/2014 | Wyniki slopestyle podczas zawodów Pucharu Świata w narciarstwie dowolnym 2013/2014 | Wyniki slopestyle podczas zawodów Pucharu Świata w narciarstwie dowolnym 2013/2014 | Wyniki slopestyle podczas zawodów Pucharu Świata w narciarstwie dowolnym 2013/2014 | Wyniki slopestyle podczas zawodów Pucharu Świata w narciarstwie dowolnym 2013/2014 | Wyniki slopestyle podczas zawodów Pucharu Świata w narciarstwie dowolnym 2013/2014 |
| ---------------------------------------------------------------------------------- | ---------------------------------------------------------------------------------- | ---------------------------------------------------------------------------------- | ---------------------------------------------------------------------------------- | ---------------------------------------------------------------------------------- | ---------------------------------------------------------------------------------- |
| 25 sierpnia                                                                        | Cardrona                                                                           | Tiril Sjåstad Christiansen                                                         | Dara Howell                                                                        | Lisa Zimmermann                                                                    | [ 2 ]                                                                              |
| 21 grudnia                                                                         | Copper Mountain                                                                    | Dara Howell                                                                        | Darian Stevens                                                                     | Grete Eliassen                                                                     | [ 3 ]                                                                              |
| 10 stycznia                                                                        | Breckenridge                                                                       | Keri Herman                                                                        | Emma Dahlström                                                                     | Devin Logan                                                                        | [ 4 ]                                                                              |
| 18 stycznia                                                                        | Gstaad                                                                             | Lisa Zimmermann                                                                    | Katie Summerhayes                                                                  | Silvia Bertagna                                                                    | [ 5 ]                                                                              |
| Wyniki slopestyle na mistrzostwach świata 2011                                     |                                                                                    |                                                                                    |                                                                                    |                                                                                    |                                                                                    |
| 3 lutego                                                                           | Deer Valley                                                                        | Anna Segal                                                                         | Kaya Turski                                                                        | Keri Herman                                                                        | [ 6 ]                                                                              |
| Wyniki slopestyle na mistrzostwach świata 2013                                     |                                                                                    |                                                                                    |                                                                                    |                                                                                    |                                                                                    |
| 9 marca                                                                            | Voss                                                                               | Kaya Turski                                                                        | Dara Howell                                                                        | Grete Eliassen                                                                     | [ 7 ]                                                                              |

## Wyniki

### Kwalifikacje
| Pozycja | Nr | Zawodniczka              | Reprezentacja     | Zjazdy | Zjazdy | Najlepszy | Uwagi |
| Pozycja | Nr | Zawodniczka              | Reprezentacja     | 1      | 2      | Najlepszy | Uwagi |
| ------- | -- | ------------------------ | ----------------- | ------ | ------ | --------- | ----- |
| 1.      | 2  | Dara Howell              | Kanada            | 88,80  | 35,20  | 88,80     | Q     |
| 2.      | 16 | Kim Lamarre              | Kanada            | 85,40  | 38,00  | 85,40     | Q     |
| 3.      | 12 | Katie Summerhayes        | Wielka Brytania   | 81,40  | 84,00  | 84,00     | Q     |
| 4.      | 20 | Yuki Tsubota             | Kanada            | 76,60  | 81,00  | 81,00     | Q     |
| 5.      | 4  | Devin Logan              | Stany Zjednoczone | 79,40  | 80,40  | 80,40     | Q     |
| 6.      | 5  | Emma Dahlström           | Szwecja           | 9,20   | 79,20  | 79,20     | Q     |
| 7.      | 32 | Anna Segal               | Australia         | 75,40  | 78,80  | 78,80     | Q     |
| 8.      | 30 | Julia Krass              | Stany Zjednoczone | 78,40  | 39,20  | 78,40     | Q     |
| 9.      | 11 | Eveline Bhend            | Szwajcaria        | 67,20  | 77,20  | 77,20     | Q     |
| 10.     | 18 | Camillia Berra           | Szwajcaria        | 74,40  | 74,80  | 74,80     | Q     |
| 11.     | 3  | Keri Herman              | Stany Zjednoczone | 27,40  | 72,40  | 72,40     | Q     |
| 12.     | 6  | Silvia Bertagna          | Włochy            | 70,60  | 11,80  | 70,60     | Q     |
| 13.     | 8  | Dominique Ohaco          | Chile             | 69,60  | 51,40  | 69,60     |       |
| 14.     | 1  | Lisa Zimmermann          | Niemcy            | 20,00  | 67,20  | 67,20     |       |
| 15.     | 26 | Anna Willcox-Silfverberg | Nowa Zelandia     | 62,40  | 34,40  | 62,40     |       |
| 16.     | 19 | Philomena Bair           | Austria           | 57,60  | 20,00  | 57,60     |       |
| 17.     | 29 | Julia Marino             | Paragwaj          | 36,40  | 25,60  | 36,40     |       |
| 18.     | 28 | Natália Šlepecká         | Słowacja          | 34,60  | 32,60  | 34,60     |       |
| 19.     | 33 | Kaya Turski              | Kanada            | 14,60  | 28,00  | 28,00     |       |
| 20.     | 13 | Zuzana Stromková         | Słowacja          | 24,40  | 20,20  | 24,40     |       |
| 21.     | 31 | Anna Mirtowa             | Rosja             | 17,40  | 21,60  | 21,60     |       |
| 22.     | 27 | Chiho Takao              | Japonia           | 10,00  | 8,60   | 10,00     |       |

### Finał
| Pozycja | Nr | Zawodniczka       | Reprezentacja     | Zjazdy | Zjazdy | Najlepszy wynik |
| Pozycja | Nr | Zawodniczka       | Reprezentacja     | 1      | 2      | Najlepszy wynik |
| ------- | -- | ----------------- | ----------------- | ------ | ------ | --------------- |
| 01 !    | 2  | Dara Howell       | Kanada            | 94,20  | 48,40  | 94,20           |
| 02 !    | 4  | Devin Logan       | Stany Zjednoczone | 85,40  | 30,00  | 85,40           |
| 03 !    | 16 | Kim Lamarre       | Kanada            | 15,00  | 85,00  | 85,00           |
| 4.      | 32 | Anna Segal        | Australia         | 77,00  | 28,80  | 77,00           |
| 5.      | 5  | Emma Dahlström    | Szwecja           | 72,80  | 75,40  | 75,40           |
| 6.      | 20 | Yuki Tsubota      | Kanada            | 71,60  | 28,40  | 71,60           |
| 7.      | 12 | Katie Summerhayes | Wielka Brytania   | 19,40  | 70,60  | 70,60           |
| 8.      | 6  | Silvia Bertagna   | Włochy            | 69,60  | 21,80  | 69,60           |
| 9.      | 11 | Eveline Bhend     | Szwajcaria        | 58,40  | 63,20  | 63,20           |
| 10.     | 3  | Keri Herman       | Stany Zjednoczone | 50,00  | 35,40  | 50,00           |
| 11.     | 30 | Julia Krass       | Stany Zjednoczone | 42,40  | 38,60  | 42,40           |
| 12.     | 18 | Camillia Berra    | Szwajcaria        | 5,60   | 30,40  | 30,40           |